# Demmán mac Cairill
Demmán mac Cairill (zm. 572 r.) – król Ulaidu (Ulsteru) z dynastii Dál Fiatach od 557 r. do swej śmierci, syn Cairella I Coscracha mac Muiredaig, króla Ulaidu.
Według tradycji był wychowany przez Domangarta mac Predae, prawdopodobnie Domangarta I Réti, króla Dál Riaty. Według innych pochodził z Uí Echach na hArda. Zdobył tron Ulaidu dzięki pokonaniu i zabiciu Fergny mac Óengusa w bitwie pod Druim Cleithe (Kilclief, ob. hr. Down). Miał w bitwie wsparcie Uí Echach nÁrda (boczna linia Dál Fiatach). W 572 r. zginął z ręki pasterzy Boirenn. Księga z Leinsteru podała, że panował jedenaście, zaś „Tablica Synchronistyczna Laud” czternaście lat nad Ulaidem.
Jego żoną była Garb z Cenél nEógain, córka Illanna mac Eógain, wnuka Nialla I od Dziewięciu Zakładników, arcykróla Irlandii. Demmán miał pięciu synów:
- Fingin, przodek rodziny Fingin
- Glasan, przodek rodziny Glasan
- Guairi, przodek rodziny Guairi
- Colman, kleryk
- Fiachna III mac Demmáin (zm. 627 r.), syn Garb, późniejszy król Ulsteru